# Claudio Mendes Vicente
Claudio Mendes Vicente  (Arrecife, Lanzarote, provincia de Las Palmas, España, 8 de diciembre de 2000) más conocido como Clau Mendes, es un futbolista bisauguineano y español que juega en la posición de extremo derecho o delantero en la Casa Pia Atlético Clube de la Primeira Liga de Portugal.
Su hermano Leonel es también futbolista y se desempeña como guardameta.

## Trayectoria
Claudio es nacido en Arrecife de Lanzarote y sus padres son originarios de Guinea-Bisáu, formado en las categorías inferiores de la S. C. R. D. Torrelavega y del C. D. Orientación Marítima en el que jugó en categoría juvenil. En 2019 ingresó en la estructura de la U. D. Las Palmas para jugar en la temporada 2019-20 en Tercera división con U. D. Las Palmas "C" y Segunda División B con Las Palmas Atlético.
El 13 de junio de 2020 hizo su debut en el primer equipo de la U. D. Las Palmas en la jornada 32 de la Segunda División de España, entrando como suplente de Juan José Narváez frente al Girona F. C. para disputar un minuto del encuentro. En la jornada 36 de la misma temporada volvería a jugar con el primer equipo de la U. D. Las Palmas en un encuentro frente al Elche C. F..
Para la temporada 2020-21, formó parte del primer equipo dirigido por Pepe Mel, manteniendo la ficha del filial. El 20 de septiembre de 2020, anotó su primer gol en la Segunda División de España frente al C. F. Fuenlabrada, anotando el empate a tres en los últimos minutos del encuentro de la segunda jornada de liga.
La temporada siguiente continuó en la misma dinámica, para finalmente, el 25 de enero de 2022, ser cedido al Rayo Majadahonda de la Primera División RFEF hasta el final de la temporada. El 3 de agosto de 2022, volvió a ser cedido, esta vez a la U. D. Logroñés de la Primera División RFEF.
El 20 de julio de 2023, firma por la Unió Esportiva Cornellà de Primera Federación. En julio de 2024 dejó el club catalán para incorporarse al Casa Pia Atlético Clube de la Primeira Liga de Portugal.

## Internacional
En 2018 sería internacional con la Selección de fútbol de Guinea-Bisáu sub-18, con la que disputó un partido para la clasificación de la Copa de África sub-19, anotando un gol en su debut. En noviembre de 2022 fue convocado con la absoluta de Guinea-Bissau para dos amistosos contra Haití y a la República Democrática del Congo.

## Clubes
| Club                       | País     | Año       |
| -------------------------- | -------- | --------- |
| C. D. Orientación Marítima | España   | 2018-2019 |
| U. D. Las Palmas "C"       | España   | 2019      |
| Las Palmas Atlético        | España   | 2019-2020 |
| U. D. Las Palmas           | España   | 2020-2022 |
| Rayo Majadahonda (cesión)  | España   | 2022      |
| U. D. Logroñés (cesión)    | España   | 2022-2023 |
| Unió Esportiva Cornellà    | España   | 2023-2024 |
| Casa Pia Atlético Clube    | Portugal | 2024      |